# Sinpho
Sinpho (hangul: 신포시, Sinpho-si, handzsa: 新浦市, RR: Sinp'o-si, ’új torkolat’) város Észak-Koreában, Dél-Hamgjong (Hamgyŏng) tartományban. 1952-ben választották le Pukcshang (Pukch'ang) területéből és megyei jogosultságot kapott. 1960 decemberében emelték városi rangra.

## Földrajza
Északról és északkeletről Pukcshong (Pukch'ŏng) és Kumho (Kŭmho), délről és keletről a Japán-tenger (Keleti-tenger), nyugatról Hongvon (Hongwŏn) határolja.
Legmagasabb pontja a 703 méter magas Csongszan (종산; 鐘山, Chongsan).

## Közigazgatása
6 faluból (ri (ri)) és 16 tongból áll:
| - Kvangbogil-tong (광복일동; 光福一洞, Kwangbogil-tong) - Kvangbogi-tong (광복이동; 光福二洞, Kwangbogi-tong) - Tonghoil-tong (동호일동; 東湖一洞, Tonghoil-tong) - Tonghoi-tong (동호이동; 東湖二洞, Tonghoi-tong) - Rjonho-tong (련호동; 蓮湖洞, Ryŏnho-tong) - Rjugdeil-tong (륙대일동; 六坮一洞, Ryuktaeil-tong) - Rjugdei-tong (륙대이동; 六坮二洞, Ryuktaei-tong) - Majang-tong (마양동; 馬養洞, Mayang-tong) - Sinhung-tong (신흥동; 新興洞, Sinhŭng-tong) - Jangdzsi-tong (양지동; 陽地洞, Yangji-tong) - Ohang-tong (어항동; 漁港洞, Ŏhang-tong) | - Phohang-tong (포항동; 浦項洞, P'ohang-tong) - Phungo-tong (풍어동; 豊魚洞, P'ungŏ-tong) - Heszan-tong (해산동; 海山洞, Haesan-tong) - Heamil-tong (해암일동; 海岩一洞, Haeamil-tong) - Heami-tong (해암이동; 海岩二洞, Haeami-tong) - Rjongdzsung-ri (룡중리; 龍中里, Ryongjung-ri) - Podzsu-ri (보주리; 寶珠里, Poju-ri) - Pucshang-ri (부창리; 富昌里, Puch'ang-ri) - Sinphung-ri (신풍리; 新豊里, Sinp'ung-ri) - Sinho-ri (신호리; 新湖里, Sinho-ri) - Janghva-ri (양화리; 陽化里, Yanghwa-ri) |

## Gazdaság
Sinpho (Sinp'o) város gazdasága halászatra és haltenyésztésre, illetve mezőgazdaságra, azon belül zöldségtermesztésre épül.

## Oktatás
Sinpho (Sinp'o) város egy tanárképző egyetemnek, számos általános és középiskolának ad otthont.

## Egészségügy
A város számos egészségügyi intézménnyel rendelkezik, köztük egy városi szintű kórházzal, illetve több helyi szanatóriummal.

## Közlekedés
A város közutakon a szomszédos helységek felől közelíthető meg. A megye vasúti kapcsolattal rendelkezik, a Phjongna (P'yŏngra) vonal része.